# Фосфонітрили
Фосфонітрили (англ. phosphonitriles, рос. фосфонитрилы) — сполуки стехіометричного складу [X2PN]n, в яких X є алкокси, галоген або інша електронегативна група, а n є змінне ціле число, значення якого може бути невідомим. 